# Leseng
Leseng is een bestuurslaag in het regentschap Sumbawa van de provincie West-Nusa Tenggara, Indonesië. Leseng telt 2773 inwoners (volkstelling 2010).